# Linda Voorhees
Pour les articles homonymes, voir Voorhees.
Linda Voorhees est une réalisatrice et scénariste américaine.

## Filmographie
- 1998 : Le Roi lion 2 : L'Honneur de la tribu (scénariste)
- 2004 : Raising Genius (réalisatrice et scénariste)